# داني موريسون (سياسي)
داني موريسون (بالإنجليزية: Danny Morrison)‏ هو كاتب وصحفي وسياسي بريطاني، ولد في 9 يناير 1953 ببلفاست في المملكة المتحدة. في انتخابات الجمعية التشريعية لأيرلندا الشمالية 1982 ‏، انتخب عضو الجمعية التشريعية لأيرلندا الشمالية 1982-1986 ‏ عن دائرة وسط أولستر ‏ وقد انضم خلال فترته النيابية ‏  للكتلة البرلمانية شين فين.

## وصلات خارجية
- الموقع الرسمي